# مبارز قربان‌لی
مبارز قربان‌لی (انگلیسی: Mubariz Gurbanli؛ زادهٔ ۷ ژانویهٔ ۱۹۵۴) سیاست‌مدار اهل جمهوری آذربایجان است.